# قصيدة مرتجلة

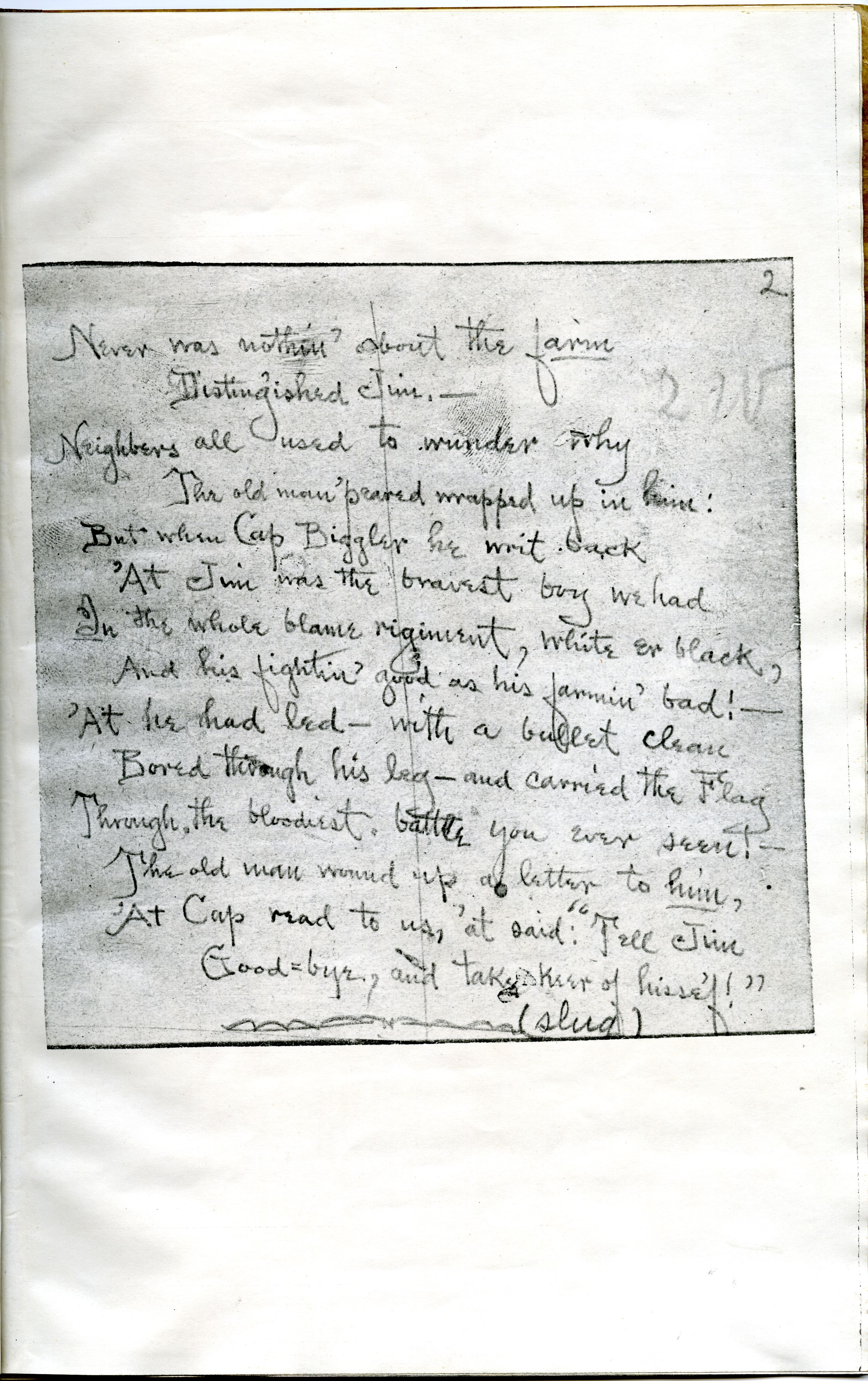
صورة معبرة عن القصائد وعن قصيدة مرتجلة

القصيدة المرتجلة مقطوعة موسيقية ذات شكل حر وطابع ارتجال مؤقت كما لو كانت مدفوعة بروح اللحظة، عادةً لآلة موسيقية منفردة، مثل البِيان. يرتجلها ناظمها في مناسبة بغلب عليها السمة الاجتماعية والتكلف.